# Castilleae
Castilleae es una tribu de plantas con flores de la familia Moraceae.  Incluye 8-11 géneros y 55-60 especies, entre ellas Castilla, el árbol del caucho de Panamá.
Los miembros de la tribu son principalmente neotropicales con dos géneros Afrotropicales, un género en Nueva Guinea y otro en Nueva Caledonia.

## Géneros
- Antiaris
- Antiaropsis
- Castilla
- Helicostylis
- Maquira
- Mesogyne
- Naucleopsis
- Perebea
- Poulsenia
- Pseudolmedia
- Sparattosyce[2]